# Clarksburg (Kalifornia)
Clarksburg – jednostka osadnicza w Stanach Zjednoczonych, w stanie Kalifornia, w hrabstwie Yolo.